# Bourret
Bourret – miejscowość i gmina we Francji, w regionie Oksytania, w departamencie Tarn i Garonna.
Według danych na rok 1990 gminę zamieszkiwało 571 osób, a gęstość zaludnienia wynosiła 35 osób/km² (wśród 3020 gmin regionu Midi-Pireneje Bourret plasuje się na 538. miejscu pod względem liczby ludności, natomiast pod względem powierzchni na miejscu 705.).